# 心中物
心中物（しんじゅうもの、歴史的仮名遣：しんぢゆうもの）とは、心中や情死を題材とした江戸時代の人形浄瑠璃・歌舞伎・歌謡のジャンルの一つ。近松門左衛門の人形浄瑠璃で知られる。

## 歴史
心中を題材とした歌舞伎は、1683年(天和3年)、大坂生玉の新町遊廓の遊女大和屋市之丞と呉服屋の御所の長右衛門による心中事件を大坂の嵐座、荒木座、大和屋で舞台化したのが最初であるといわれる。
近松門左衛門が1703年（元禄16年）に、心中物の代表作となる『曽根崎心中』を発表、以降、心中物の連作がつくられていった。

## 代表的な作品
人形浄瑠璃・歌舞伎
- 近松門左衛門『曽根崎心中』1703年（元禄16年）[2]
- 近松門左衛門『心中二枚絵草紙』1706年(宝永3)3月[3]
- 近松門左衛門『卯月の紅葉(うづきのもみぢ)』1706年(宝永3)4月[2]
- 近松門左衛門『卯月の潤色(いろあげ)』1707年(宝永4)[2]
- 近松門左衛門『心中重井筒(しんじゅうかさねいづつ)』1707年(宝永4)[2]
- 近松門左衛門『今宮の心中』1711年(正徳元年)[2]
- 近松門左衛門『心中天網島』1720年（享保5年）[2]
- 近松門左衛門『心中宵庚申』1722年（享保7年）竹本座[2]
- 紀海音『心中二つ腹帯』1722年（享保7年）豊竹座[2]

浮世草子 (小説)
- 浮世草子『心中大鑑』

歌謡
- 『松の葉』1703年(元禄16年)
- 『落葉集』1704年(元禄17年)
- 『松の落葉』1710年(宝永7年)

落語
- 『品川心中』

アニメーション
- 『火垂るの墓』1988年(昭和63年)